# Kirsten Michaelsen
Kirsten Michaelsen (Copenaghen, 16 giugno 1943) è una nuotatrice danese.
Specializzata nel dorso, ha partecipato ai Giochi di Roma 1960 e di Tokyo 1964, gareggiando nei 100m dorso.